# Ito Morabito

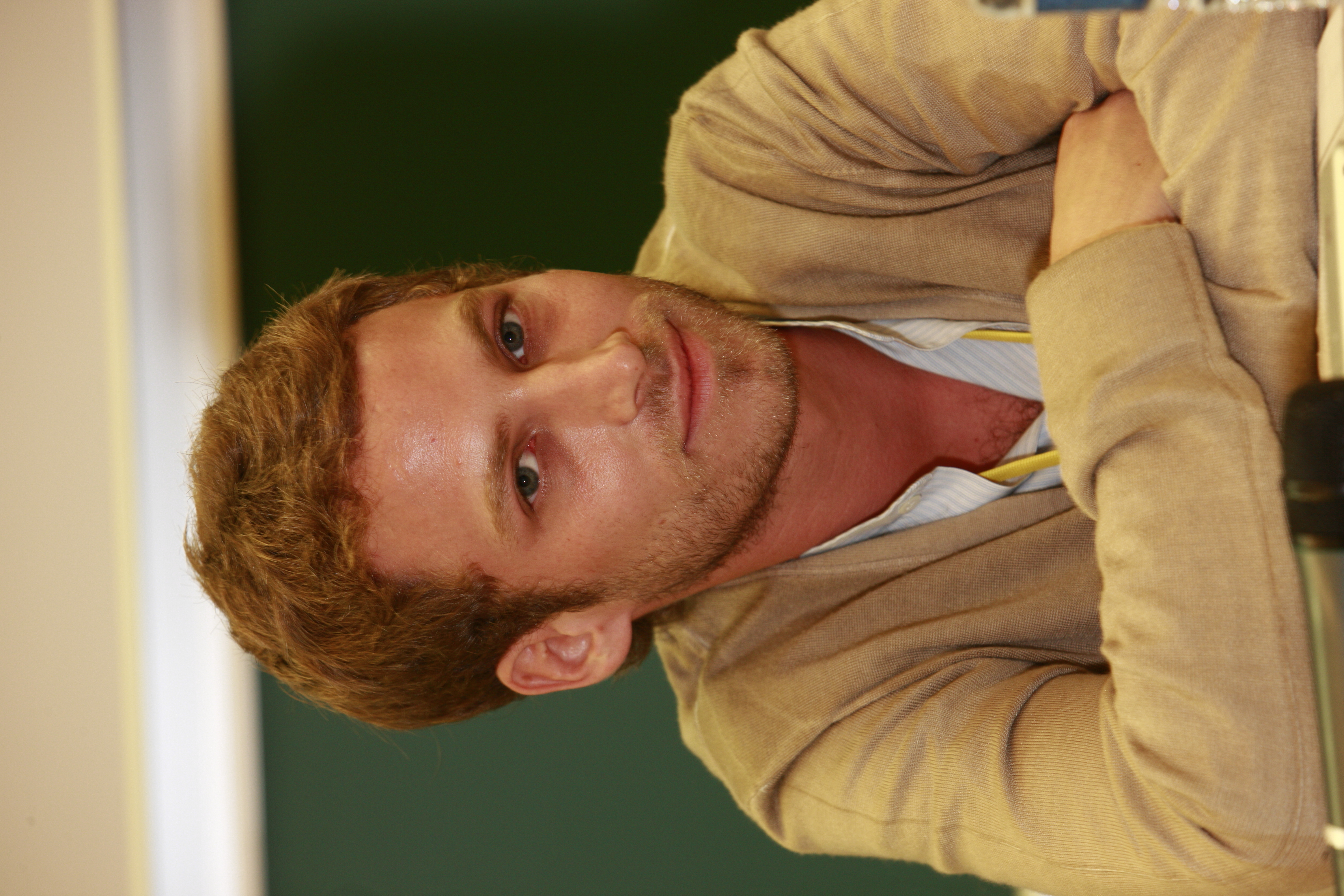
Ito Morabito (2008)

Ito Morabito (Künstlername: Ora-ïto) (* 3. April 1977 in Marseille) ist ein französischer Designer.

## Leben und Werk
Ito Morabito ist der Sohn des Designers Pascal Morabito und der Neffe des Architekten Yves Bayard. Nach einem abgebrochenen Studium des Designs bildete er sich als Autodidakt weiter. Er gestaltete Produkte für verschiedene Marken und war u. a. für Sagem, Swatch, Louis Vuitton, Gucci und gorenje tätig.

## Auszeichnungen
Globes de cristal 2007: für herausragendes Produktdesign (frz. Designpreis)